# Чубата дрохва
Чубата дрохва (Lophotis) — рід дрохв (Otididae). Рід містить три види, всі поширені в Африці. Всі три види іноді включають до роду корхаан (Eupodotis), вони тісно пов'язані з родом чорна дрохва (Afrotis). Відмінною особливістю роду є рожевий гребінь.

## Види
- Lophotis savilei — дрохва сахелева
- Lophotis gindiana — дрохва сомалійська
- Lophotis ruficrista — дрохва рудочуба